# 看我72変
『看我72変』（英語: Magic、マジック）は、台湾の歌手蔡依林（ジョリン・ツァイ）の5枚目のオリジナルアルバムである。2003年3月7日に台湾のソニー・ミュージックエンタテインメントより発売された。まだ、韓国のオンラインゲーム『アスガルド（韓国語題：아스가르드／中国語題：神之領域）』で主題歌として使用された「看我72変」などが収録されている。

## 収録曲
1. 説愛你/Say Love You
2. 看我72変/Magic
3. 仮面的告白/Fake Confess
4. 奴隷船/Slave Ship
5. 布拉格広場/Prague Square
6. 做一天的你/Be You for a Day
7. Prove It
8. 爆米花的味道/Smell of the Popcorn
9. 馬甲上的縄索/Rope on Vest
10. 好東西/Good Thing
11. 騎士精神/The Spirit of Knight